# コランディア
コランディア（欧字名:Corandia、1958年 - 1977年7月）は、イギリスの競走馬、繁殖牝馬。競走馬としては2戦0勝で引退したが、繁殖牝馬として日本に輸入された後、多くの活躍馬を出す牝系の祖となった。

## 経歴
フランスでデビューし2戦したが、未勝利のまま引退し繁殖入り。
海外で2頭の産駒を出産した後、1966年に日本に輸入され、北海道浦河町の鎌田牧場で繋養された。1972年、インディアナとの配合で生産された4番仔のベルワイドが天皇賞（春）を勝利。アイアンリージとの配合で生産したヒカルカマタ、チャイナロックとの配合で生産したヤヨイカマダは競走馬としては実績を残せなかったが、繁殖牝入り後に子や孫から多くの重賞勝ち馬を輩出した。2008年にはヤヨイカマダの玄孫にあたるリトルアマポーラがエリザベス女王杯を、2023年には同じくヤヨイカマダの子孫のファストフォースが高松宮記念を制している。
コランディアは最終的に9頭の産駒を残し、1977年7月に死亡した。

## 繁殖成績
|       | 生年   | 馬名             | 性 | 毛色 | 父             | 馬主               | 管理調教師       | 戦績                        | 出典         |
| ----- | ------ | ---------------- | -- | ---- | -------------- | ------------------ | ---------------- | --------------------------- | ------------ |
| 初仔  | 1963年 | Coralmen         | 牡 |      |                |                    |                  | 海外産 10戦1勝              | [ 3 ]        |
| 2番仔 | 1966年 | Irandia          | 牝 | 鹿毛 |                |                    |                  | 海外産 13戦1勝              | [ 4 ]        |
| 3番仔 | 1967年 | ヒカルカマタ     | 牝 | 鹿毛 | アイアンリージ | 鎌田管仲           | 阿部正太郎       | 14戦2勝                     | [ 5 ]        |
| 4番仔 | 1968年 | ベルワイド       | 牡 | 鹿毛 | インデイアナ   | 鈴木賢一           | 阿部正太郎       | 33戦8勝                     | [ 6 ]        |
| 5番仔 | 1970年 | ミヤコライオー   | 牡 | 鹿毛 | ネヴァービート | 都築政市 →及川敬志 | 阿部正太郎 →?    | 35戦4勝（うち地方17戦1勝）  | [ 7 ] [ 8 ]  |
| 6番仔 | 1971年 | オリネバー       | 牡 | 鹿毛 | ネヴァービート | 山本慎一 →熊谷和子 | 栗東・小林稔 →?  | 44戦11勝（うち地方21戦4勝） | [ 9 ] [ 10 ] |
| 7番仔 | 1972年 | ヤヨイカマダ     | 牝 | 鹿毛 | チャイナロック | 鎌田管仲           | 美浦・八木沢勝美 | 不出走                      | [ 11 ]       |
| 8番仔 | 1973年 | パツシングネバー | 牡 | 鹿毛 | ネヴァービート | 山本慎一           | 栗東・小林稔     | 7戦2勝                      | [ 12 ]       |
| 9番仔 | 1974年 | パツシングトツプ | 牡 | 鹿毛 | ハードリドン   | 山本慎一           | 栗東・小林稔     | 4戦0勝                      | [ 13 ]       |

## 主要なファミリーライン
「f」は「filly（牝馬）」、「c」は「colt（牡馬）」、「g」は「gelding（騸馬）」の略。太字はGI級競走優勝馬。
- コランディア 1958 f
  - ヒカルカマタ 1967 f
    - ホースメンホープ 1973 c（中京記念、日本経済新春杯）
    - ニッショウキング 1975 c（クモハタ記念）
    - タケノハナミ 1982 f（ローズステークス）
      - オペラハナミ 1995 f
        - イエロージャケット 2003 f（スプリングカップ (名古屋競馬)、若草賞）
        - ツクシヒメ 2006 f（TCKディスタフ、黒潮盃）
        - コパノレイミー 2014 f（飛燕賞）
          - グットクレンジング 2019 c（東北優駿、ダイヤモンドカップ）

    - ショウウワハナミ 1985 f
      - スプリングパレット 2003 f
        - パーティメーカー 2012 c（せきれい賞、ジュニアグランプリ (岩手競馬)）

  - ベルワイド 1968 c（天皇賞（春）、目黒記念（秋）、セントライト記念）
  - ヤヨイカマダ 1972 f
    - ミユキカマダ 1978 f
      - ルイジアナピット 1985 f（サンケイスポーツ杯阪神牝馬特別、牝馬東京タイムズ杯）
        - リトルハーモニー 1995 f
          - リトルアマポーラ 2005 f（エリザベス女王杯、愛知杯、クイーンカップ）

      - ダイカツリュウセイ 1987 c（新潟3歳ステークス）
      - マーチンミユキ 1989 f
        - フレンドレイ 1997 f
          - タガノデンジャラス 2002 c（オーストラリアトロフィー）
          - ラッシュライフ 2003 f
            - アデイインザライフ 2011 c（新潟記念）
            - ファストフォース 2016 c（高松宮記念、CBC賞）

          - ラフアップ 2004 f
            - シングルアップ c 2016（フェニックス賞）

          - バアゼルリバー 2006 c（阪神スプリングジャンプ）

        - スターペスミツコ 2002 f
          - メイショウナルト 2008 g（七夕賞、小倉記念）
          - エピカリス 2014 c（北海道2歳優駿、ヒヤシンスステークス）

      - プレジデントジョイ 1991 c（白百合ステークス）

    - コランデアガール 1980 f
      - ミスディファレンス 1989 f
        - トーセンサファイア 2001 f
          - アペリラルビー 2014 f（のじぎく賞）

      - オースミシャイン 1990 f（フローラステークス）
        - アズマサンダース 2001 f（京都牝馬ステークス）

      - マジックキス 1992 f（北九州記念）
        - マリンブラスト 2009 f
          - イチライジン 2017 c（園田ジュニアカップ）

      - レモンキス 1994 f
        - リラコルレオーネ 2004 f
          - シェルビー 2009 c（キャピタルステークス）

    - クラウンマーチ 1983 c（若草ステークス）

- 出典：牝系検索α

## 血統表
| コランディアの血統   | コランディアの血統                                             | コランディアの血統                                             | （血統表の出典）                                               | （血統表の出典） |
| 父系                 | ファリス系                                                     | ファリス系                                                     | ファリス系                                                     |                  |
| 父 Auriban 鹿毛 1949 | 父の父Pharis 黒鹿毛 1936                                       | Pharos                                                         | Phalaris                                                       | Phalaris         |
| 父 Auriban 鹿毛 1949 | 父の父Pharis 黒鹿毛 1936                                       | Pharos                                                         | Scapa Flow                                                     |                  |
| 父 Auriban 鹿毛 1949 | 父の父Pharis 黒鹿毛 1936                                       | Carissima                                                      | Clarissimus                                                    | Clarissimus      |
| 父 Auriban 鹿毛 1949 | 父の父Pharis 黒鹿毛 1936                                       | Carissima                                                      | Casquetts                                                      |                  |
| 父 Auriban 鹿毛 1949 | 父の母Arriba 鹿毛 1942                                         | Tourbillon                                                     | Ksar                                                           | Ksar             |
| 父 Auriban 鹿毛 1949 | 父の母Arriba 鹿毛 1942                                         | Tourbillon                                                     | Durban                                                         |                  |
| 父 Auriban 鹿毛 1949 | 父の母Arriba 鹿毛 1942                                         | Orlanda                                                        | Craig an Eran                                                  | Craig an Eran    |
| 父 Auriban 鹿毛 1949 | 父の母Arriba 鹿毛 1942                                         | Orlanda                                                        | Frizelle                                                       |                  |
| 母 Arlanza 栗毛 1951 | 母の父Djebel 鹿毛 1937                                         | Tourbillon                                                     | Ksar                                                           | Ksar             |
| 母 Arlanza 栗毛 1951 | 母の父Djebel 鹿毛 1937                                         | Tourbillon                                                     | Durban                                                         |                  |
| 母 Arlanza 栗毛 1951 | 母の父Djebel 鹿毛 1937                                         | Loika                                                          | Gay Crusader                                                   | Gay Crusader     |
| 母 Arlanza 栗毛 1951 | 母の父Djebel 鹿毛 1937                                         | Loika                                                          | Coeur a Coeur                                                  |                  |
| 母 Arlanza 栗毛 1951 | 母の母Pharyva 鹿毛 1936                                        | Pharos                                                         | Phalaris                                                       | Phalaris         |
| 母 Arlanza 栗毛 1951 | 母の母Pharyva 鹿毛 1936                                        | Pharos                                                         | Scapa Flow                                                     |                  |
| 母 Arlanza 栗毛 1951 | 母の母Pharyva 鹿毛 1936                                        | Souryva                                                        | Gainsborough                                                   | Gainsborough     |
| 母 Arlanza 栗毛 1951 | 母の母Pharyva 鹿毛 1936                                        | Souryva                                                        | L'Esperance                                                    |                  |
| 母系(F-No.)          | (FN:9-e)                                                       | (FN:9-e)                                                       | (FN:9-e)                                                       | [ § 2 ]          |
| 5代内の近親交配      | Pharos 3×3、Tourbillon 3×3、Durbar 5・5×5、Bayardo 5×5（母内） | Pharos 3×3、Tourbillon 3×3、Durbar 5・5×5、Bayardo 5×5（母内） | Pharos 3×3、Tourbillon 3×3、Durbar 5・5×5、Bayardo 5×5（母内） | [ § 3 ]          |
| 出典                 | 1. 2. 3.                                                       | 1. 2. 3.                                                       | 1. 2. 3.                                                       | 1. 2. 3.         |